# Jimmy McGill
James Morrison 'Jimmy' McGill (Glasgow, 27 november 1946 – 25 maart 2015) was een Schots voetballer die als middenvelder speelde. 
McGill begon zijn carrière bij Arsenal in 1966 voordat hij bij Huddersfield Town in 1968 en maakte 184 wedstrijden. Hij speelde ook voor Hull City, Halifax Town, George Cross, San Diego Jaws en Frickley Athletic.